# Lilium parryi
Lilium parryi är en liljeväxtart som beskrevs av Sereno Watson. Lilium parryi ingår i släktet liljor, och familjen liljeväxter. Inga underarter finns listade.